# Турлаев, Андрей Алексеевич
Андрей Алексеевич Турлаев (Турляев) (род. 2 февраля 1959, Ленинград) — советский хоккеист, защитник. Мастер спорта СССР.
Воспитанник ленинградского СКА. В составе команды — серебряный призёр чемпионата СССР среди юношей (1975/76), чемпион страны среди молодёжных команд (1976/77), бронзовый призёр среди молодёжи (1977/78). В первенстве СССР дебютировал в сезоне 1977/78 второй лиги за ленинградский «Судостроитель». В сезоне 1979/80 провёл 10 матчей в чемпионате СССР за СКА. Играл во второй лиге за фарм-клуб СКА ВИФК (1979/80, 1981/82; 1982/83 — «Звезда» Оленегорск) и «Ижорец» (1980/81). Завершал карьеру в команде «Бинокор» Ташкент (1983/84 — первая лига, 1984/85 — вторая лига).
Окончил институт физической культуры имени Лесгафта (1981). С 2014 года — тренер в ХК имени Дроздецкого (СКА ХКД).